# Нижняя Лопсола
Нижняя Лопсола (мар. Ӱлыл Лопсола) — деревня в Оршанском районе Республики Марий Эл. Входит в состав Великопольского сельского поселения.

## География
Находится в северной части республики Марий Эл на расстоянии приблизительно 15 км по прямой на юго-восток от районного центра посёлка Оршанка.

## История
Известна с 1749 года как деревня с 5 дворами и 59 жителями. В 1829 году в 18 хозяйствах проживали 152 человека, в 1915 году в 35 хозяйствах проживали 247 человек, мари, в 1929 году 62 хозяйства и 269 человек. В 1950 году в деревне насчитывалось 179 жителей, в 1970 году — 127, в 1990 году — 39, в 2000 году — 36. В 2004 году оставались 14 хозяйств. В советское время работал колхоз «Ленин лум».

## Население
Население составляло 28 человек (мари 100 %) в 2002 году, 39 в 2010.